# Mönsterås
Mönsterås – miejscowość (tätort) w Szwecji, w regionie administracyjnym (län) Kalmar, w gminie Mönsterås.
Według danych Szwedzkiego Urzędu Statystycznego liczba ludności wyniosła: 4998 (31 grudnia 2015), 5270 (31 grudnia 2018) i 5252 (31 grudnia 2019).

## Geografia
Centrum Mönsterås jest położone na polodowcowym pagórku (Od czego pochodzi nazwa Mönster=wzór Ås=grzbiet(pagórek). Miasteczko jest usytuowane na południowo-wschodnim wybrzeżu Szwecji.

## Atrakcje
- Blues Festival - co roku odbywa się tu popularny festiwal muzyki Bleus: "Blues Festival", w czasie którego artyści z wielu państw przyjeżdżają żeby grać na ulicach, bądź bardziej zorganizowanych występach.
- Hembygdsparken to muzeum (skansen) w którym można zobaczyć budynki takie jak: Starodawny fryzjer, starodawna apteka itp.
- Oknö - mała wyspa leżąca na wschód od miasta. Można tam znaleźć 4. gwiazdkowy camping oraz kilka małych plaż. Jest tam również kilka małych portów dla łodzi osobowych.
- Mönsterås Köpman i stare miasto. "Köpman" to wspólnota sklepików, która istnieje już od 100 lat. Większość budynków na ulicy Storgatan ma ponad 100 lat. Oprócz tego jest tam średniowieczny kościół[2].